# Santa Maria dei Miracoli en Santa Maria in Montesanto
Santa Maria dei Miracoli en de Santa Maria in Montesanto zijn twee kerken in Rome.
Ze staan op het Piazza del Popolo, ten zuiden van Aureliaanse Muur, waar de Via del Corso begint. De kerken staan bekend als de ‘’tweelingkerken’’ omdat ze vrijwel dezelfde uiterlijke kenmerken bezitten. Toch zijn er minieme verschillen in het ontwerp.
Het plein heeft ook de naam ‘’drietand’’, vanwege de drie straten die er op uitkomen: de Via del Babuino, de Via del Corso en de Via di Ripetta. De Santa Maria in Montesanto staat op de scheiding van de eerste twee, de Santa Maria dei Miracoli op de scheiding van de laatste twee.
De oorsprong van de kerken gaat terug tot in de zeventiende eeuw. Paus Alexander VII gaf opdracht tot een monumentaal ontwerp voor de toegang van de Via del Corso aan architect Carlo Rainaldi. De twee kerken maakten deel uit van het ontwerp. Zij werden gefinancierd door kardinaal Girolamo Gastaldi, wiens wapenschild te zien is in beide kerken.

## Santa Maria in Montesanto
Santa Maria in Montesanto is in 1662 gebouwd op de plaats van een kerk met dezelfde naam en werd in 1675 voltooid. Later werd het gebouw nog herzien door Gian Lorenzo Bernini. In de achttiende eeuw werd er een klokkentoren aan toegevoegd. Binnenin zijn een twaalfhoekige koepel te bewonderen, en een kapel met een altaarstuk van Carlo Maratta, Maagd met Kind en Heiligen (1687). Op het hoofdaltaar is een schilderij te zien uit de 16e eeuw, Maagd van Montesanto. De heiligenbeelden langs de buitenkant zijn vervaardigd naar een ontwerp van Bernini.

## Santa Maria dei Miracoli
De bouw van Santa Maria dei Miracoli begon in 1675 en eindigde in 1681. De kerk bezit een prachtige achttiende-eeuwse klokkentoren van de hand van Girolamo Theodoli en een achthoekige koepel. De prachtige afwerking van de decoratie is van de hand van Antonio Raggi, een leerling van Bernini. De monumenten binnen zijn gemaakt door Carlo Fontana, die ook de koepel en de kroonluchter ontwierp.
Sant'Agnese fuori le mura · 
Sant'Agnese in Agone · 
Sant'Agostino · 
Sant'Alberto Magno · 
Basilica di Santa Anastasia · 
Sant'Andrea al Quirinale · 
Sant'Andrea delle Fratte · 
Sant'Andrea della Valle · 
Sant'Andrea in Via Flaminia · 
Sant'Angela Merici · 
Santi Angeli Custodi a Città Giardino · 
Sant'Anselmo all'Aventino · 
Sant'Antonio da Padova all'Esquilino · 
Sant'Antonio da Padova in Via Tuscolana · 
Sant’Antonio di Padova a Circonvallazione Appia · 
Sant'Antonio in Campo Marzio · 
Sant'Apollinare alle Terme Neroniane-Alessandrine · 
Sant'Atanasio · 
Sant'Atanasio a Via Tiburtina · 
Santi Aquila e Priscilla · 
Santa Balbina · 
San Bernardo alle Terme · 
Santi Bonifacio e Alessio · 
San Callisto · 
San Camillo de Lellis · 
San Carlo ai Catinari · 
San Carlo al Corso · 
Basiliek van Santa Cecilia in Trastevere · 
San Cesareo in Palatio · 
Santa Chiara a Vigna Clara · 
San Clemente · 
San Corbiniano · 
Santi Cosma e Damiano in Via Sacra · 
San Crisogono · 
Santa Croce in Gerusalemme · 
Santa Croce in Via Flaminia · 
Sacro Cuore di Cristo Re · 
Sacro Cuore di Gesù · 
Sacro Cuore di Gesù agonizzante a Vitinia · 
Dio Padre Misericordioso · 
Santi XII Apostoli · 
San Domenico di Guzman · 
Santi Domenico e Sisto · 
Sant'Elena fuori Porta Prenestina · 
Sant'Eligio dei Ferrari · 
Sant'Emerenziana a Tor Fiorenza · 
Sant'Eugenio · 
Sant'Eusebio · 
Santi Fabiano e Venanzio a Villa Fiorelli · 
San Felice da Cantalice a Centocelle · 
Santa Francesca Romana · 
San Francesco a Ripa · 
San Francesco di Paola ai Monti · 
Friezenkerk · 
San Frumenzio ai Prati Fiscali · 
Il Gesù · 
Gesù Divino Lavoratore · 
San Giacomo in Augusta · 
San Gioacchino ai Prati di Castello · 
Santi Gioacchino e Anna al Tuscolano · 
San Giovanni a Porta Latina · 
San Giovanni Bosco in via Tuscolana · 
San Giovanni Crisostomo a Monte Sacro Alto · 
San Giovanni dei Fiorentini · 
Santi Giovanni e Paolo · 
Santi Giovanni Evangelista e Petronio · 
San Giovanni Maria Vianney · 
San Girolamo dei Croati · 
San Giuliano Martire · 
San Giustino · 
Gran Madre di Dio · 
San Gregorio Magno al Celio · 
San Gregorio Magno alla Magliana Nuova · 
San Gregorio VII · 
Sant'Ignazio · 
Sint-Jan van Lateranen · 
Sint-Juliaan-der-Vlamingen · 
San Leonardo da Porto Maurizio · 
San Leone I · 
San Liborio · 
San Lorenzo in Damaso ·  
San Lorenzo in Lucina · 
San Lorenzo in Panisperna · 
San Luca a Via Prenestina · 
San Luigi dei Francesi · 
Santuario della Madonna del Divino Amore · 
Madonna dell'Archetto - 
Santi Marcellino e Pietro · 
San Marcello al Corso · 
San Marco · 
Santa Maria ai Monti · 
Santa Maria Ausiliatrice in Via Tuscolana · 
Santa Maria Consolatrice al Tiburtino · 
Santa Maria degli Angeli e dei Martiri · 
Santa Maria dei Miracoli en Santa Maria in Montesanto · 
Santa Maria dell'Anima · 
Santa Maria della Pace · 
Santa Maria della Salute a Primavalle · 
Santa Maria della Scala · 
Santa Maria della Vittoria · 
Santa Maria delle Grazie a Via Trionfale · 
Santa Maria del Popolo · 
Santa Maria del Suffragio · 
Santa Maria di Monserrato · 
Santa Maria Domenica Mazzarello · 
Santa Maria Goretti · 
Santa Maria Immacolata a Grottarossa · 
Santa Maria in Aquiro · 
Santa Maria in Aracoeli · 
Santa Maria in Campitelli · 
Santa Maria in Cappella · 
Santa Maria in Domnica · 
Santa Maria in Transpontina · 
Santa Maria in Trastevere · 
Santa Maria in Trivio · 
Santa Maria in Vallicella · 
Santa Maria in Via · 
Santa Maria in Via Lata · 
Santa Maria Liberatrice a Monte Testaccio · 
Santa Maria Madre della Providenza a Monte Verde · 
Santa Maria Madre del Redentore a Tor Bella Monaca · 
Basiliek van Santa Maria Maggiore · 
Santa Maria Regina degli Apostoli alla Montagnola · 
Santa Maria Regina Mundi a Torre Spaccata · 
Santa Maria sopra Minerva · 
Santa Beata Maria Vergine Addolorata a piazza Buenos Aires · 
San Martino ai Monti · 
Natività di Nostro Signore Gesù Cristo a Via Gallia · 
Santi Nereo e Achilleo · 
San Nicola in Carcere · 
Santissimo Nome di Maria al Foro Traiano · 
Nostra Signora del Sacro Cuore · 
Ognissanti in Via Appia Nuova · 
Sant'Onofrio · 
Sint-Pancratiusbasiliek · 
Pantheon (Rome) · 
San Patrizio ·
Sint-Anna in Lateranen ·
Sint-Paulus buiten de Muren · 
Sint-Pietersbasiliek · 
Santi Pietro e Paolo a Via Ostiense · 
San Pietro in Montorio · 
San Pietro in Vincoli · 
Santa Prassede · 
Preziosissimo Sangue di Nostro Signore Gesù Cristo · 
Santa Prisca · 
Santa Pudenziana · 
Santi Quattro Coronati · 
Santi Quirico e Giulitta · 
Santissimo Redentore e Sant'Alfonso in Via Merulana · 
Santa Sabina · 
San Salvatore in Lauro · 
Sint-Sebastiaan buiten de Muren · 
San Silvestro in Capite · 
Santi Simone e Giuda Taddeo a Torre Angela · 
Sixtijnse Kapel · 
Santa Sofia a Via Boccea · 
Santa Susanna · 
Tempietto van San Pietro in Montorio · 
Santa Teresa al Corso d’Italia · 
Trinità dei Monti · 
Sant’Ugo · 
Beata Vergine Maria del Monte Carmelo a Mostacciano · 
Basilica di San Vitale